# 片語結構規則
片語結構規則（Phrase structure rules），又稱為短語結構規則、詞組結構律，是一種用於描述特定語言句法的重寫規則，與諾姆·喬姆斯基在1957年提出的早期階段的轉換文法密切相關。片語結構規則被用於將自然語言的句子分解成其構成部分，構成部分也被稱為句法範疇，包括詞彙範疇（lexical categories，詞類）和片語範疇（phrasal categories）。常用的片語結構規則是根據成分關係（constituency relation）關係來操作，因此採用片語結構規則的文法是一種成分文法，與基於依存關係（dependency relation）的依存文法形成對比。

## 定義與範例
片語結構規則通常具有以下形式：
{\displaystyle A\to B\quad C}
意思是成分{\displaystyle A}被分成兩個子成分{\displaystyle B}和{\displaystyle C} ，下面是一些英語的例子：
{\displaystyle {\ce {S->NP\quad VP}}}
{\displaystyle {\ce {NP->(Det)\quad N1}}}
{\displaystyle {\ce {N1->(AP)\quad N1\quad (PP)}}}
第一條規則：S（句子）是由一個NP（名詞片語）後面接一個VP（動詞片語）組成。
第二條規則：名詞片語是由一個不定的Det（限定詞）接一個N（名词）。
第三條規則：N（名詞）前面可以有一個不定的AP（形容詞片語），後面可以接一個不定的 PP（介詞片語）。圓括號表示不定的成分。
以句子符號S開頭，並依次應用片語結構規則，最後應用取代性規則（Replacement Rules），將抽象符號換成實際詞彙，可以生成許多正確的英語句子（或是由規則指定的任何語言）。如果規則是正確的，那麼以這種方式產生的任何句子在文法（句法）上都應該正確。還可以預期這些規則將生成文法正確但無語義的句子，如以下的著名例子：
無色的綠色思想狂怒地睡覺 （Colorless green ideas sleep furiously）
這句話是喬姆斯基構思的，用來說明片語結構規則能夠生成句法正確但語義不正確的句子。片語結構規則將句子分解成它們的局部成分。這些成分通常表示為樹結構（樹狀圖）。喬姆斯基的句子可呈現如下：
成分是由單個節點所支配的任一詞彙或詞彙組合。因此，每個單獨詞彙都是一個成分。此外，主詞NP「Colorless green ideas」、次要的NP「green ideas」和 VP「sleep furiously」也都是成分。片語結構規則和與其相關的樹結構是直接成分分析的一種形式。
在轉換文法中，片語結構規則的系統由轉換規則補充，轉換規則會根據現有的句法結構產生新的句法結構（執行諸如否定化、被動化等操作。）。這些轉換並不是嚴格意義上的生成所需要的，因為它們產生的句子可以由一個適當擴展的片語結構規則系統單獨生成，但是轉換提供了更大的經濟性，並使句子之間的重要關係能夠反映在文法中。

## 自上向下
片語結構規則的其中一個重要特色是以自上而下的方式檢視句子結構。箭號左邊的類別是大成分，在箭號右邊的直接成分則是小成分。隨著在給定句子的片語結構規則列表中向下移動，成分會被依次分解為其組成部分。這種自上而下的句子結構觀點與許多現代理論句法學中的工作形成鮮明對比。舉例來說，句子結構在最簡方案中是自下而上生成的，其操作「合併」會將小成分合併為大成分，直到最大成分（即句子）形成為止。在這方面，理論句法學在很早之前就已放棄片語結構規則，但片語結構規則在計算語言學中似乎仍有其重要性。

## 替代方法

### 成分與依存
常用的片語結構規則導致一個觀點，認為句子結構是「基於成分的」。因此，採用片語結構規則的文法是「成分文法」（=片語結構文法），這與依存文法截然不同，依存文法將句子結構視為「基於依存的」。這意味著要使片語結構規則完全適用，就必須去理解基於成分的句子結構。成分關係是一對一或一對多的對應關係。句子中的每個詞彙，在句法結構中至少會有一個節點與該詞相對應。相比之下，依存關係是一對一的關係；句子中的每個詞彙在句法結構中只會有一個節點與該詞對應。下面的樹說明了這種區別：
左邊的成分樹可以由片語結構規則生成。句子S被分解成越來越小的組成部分。相比之下，右邊的依存樹則無法由片語結構規則生成（至少不是按照一般解釋方式）

### 表徵文法
一些文法的表徵片語結構理論從未認可片語結構規則，而是以基模的角度來理解句子結構。這裡的片語結構並非從詞彙結合的規則中派生而來，而是源自句法基模或句法結構的規範或實例化，所表達的語義內容經常與在句中出現的特定詞彙無關。這種方法本質上相當於一個片語結構規則與非組構語義理論相結合的系統，因為基於重寫規則的文法形式的效力通常等同於基於基模替換的文法形式。
因此，句子「 Colorless green ideas sleep furiously」在這種方法中，不是從多個片語結構規則的應用中產生，而是將詞彙填入具有以下結構的基模插槽中來生成：
[NP[ADJ N] VP[V] AP [ADV]]
表達了以下概念內容：
X DOES Y IN THE MANNER OF Z
儘管它們非由成分組合，但這種模型具有單調性。此方法在構造文法 中高度發展，並且對中心語驅動片語結構文法和詞彙功能文法 造成一定的影響，後兩者顯然被定性為片語結構文法。

## 筆記
1. ↑  For general discussions of phrase structure rules, see for instance Borsley (1991:34ff.), Brinton (2000:165), Falk (2001:46ff.).
2. ↑  Dependency grammars are associated above all with the work of Lucien Tesnière (1959).
3. ↑  See for instance Chomsky (1995).
4. ↑  The most comprehensive source on dependency grammar is Ágel et al. (2003/6).
5. ↑  Concerning Construction Grammar, see Goldberg (2006).
6. ↑  Concerning Head-Driven Phrase Structure Grammar, see Pollard and Sag (1994).
7. ↑  Concerning Lexical Functional Grammar, see Bresnan (2001).